# Camino (Italia)
Camino (Camin in piemontese) è un comune italiano di 731 abitanti della provincia di Alessandria in Piemonte.
È conosciuto per essere il paese di Giovanni Battista Boetti, che secondo una tradizione sarebbe il profeta Mansur, leggendario frate missionario che nel 1700, trasferendosi in Medio Oriente, diventò capo di un esercito islamico che cercò di sfidare la grande Caterina II di Russia. 
Serena Vitale ne ha raccontato la storia, senza voler sciogliere l'enigma, ne L'imbroglio del turbante.

## Storia
Fu antico feudo dei vescovi di Asti e, successivamente, dei marchesi del Monferrato. Nel 1237 il marchese Teodoro Paleologo volendo andare a Costantinopoli ad aiutare il padre Andronico impegnato in una lunga guerra ma non riuscendo ad avere un prestito dal suocero Opizzino Spinola, ottenne 10 mila fiorini d'argento dai potenti banchieri astigiani Tommaso ed Emanuele Scarampi concedendo in garanzia i feudi di Camino e Pontestura. Successivamente Pontestura venne riscattata mentre Camino fu ceduta alla famiglia Scarampi. Tommaso divenne quindi feudatario di Camino, con il solo obbligo di vassallaggio verso il Marchese del Monferrato, e alla sua morte, probabilmente nel 1343, il feudo passò al secondogenito Giorgio che occupò importanti cariche come capitano di milizie e governatore di piazze militari. I successori di Giorgio Scarampi, all'inizio signori poi divenuti conti, nel XVI secolo ricoprirono importanti incarichi nel Ducato del Monferrato.

### Simboli
Lo stemma e il gonfalone del comune di Camino sono stati concessi con decreto del presidente della Repubblica del 10 gennaio 1984.
Il rosso e il bianco sono i colori del Monferrato; i quattro pali d'oro in campo rosso derivano dallo stemma della famiglia Scarampi (d'oro, a cinque pali di rosso). Il gonfalone municipale è un drappo di rosso.

## Monumenti e luoghi d'interesse
- Castello di Camino

L'imponente castello fu edificato nell'XI secolo (al suo interno una lapide ricorda come data di costruzione il 1010).
Nel 1434 venne messo sotto assedio dal governatore di Casale Costantino Aranite che fece decapitare Scarampo Scarampi, colpevole di frequenti atti di prepotenza a danno dei feudi limitrofi.

Ampliato nel XV secolo e gravemente danneggiato dai francesi nel 1631, il castello venne restaurato verso la fine del Settecento e fu sede di soggiorno per diversi esponenti di Casa Savoia. Fa parte del gruppo dei "Castelli Aperti" del Basso Piemonte ed è stato location di vari film.
- Chiesa di San Lorenzo, alla sommità di una scenografica scalinata
- Chiesa di San Gottardo, nelle vicinanze del castello, restaurata nel 2018
- Chiesa di San Pietro, nella frazione Castel San Pietro

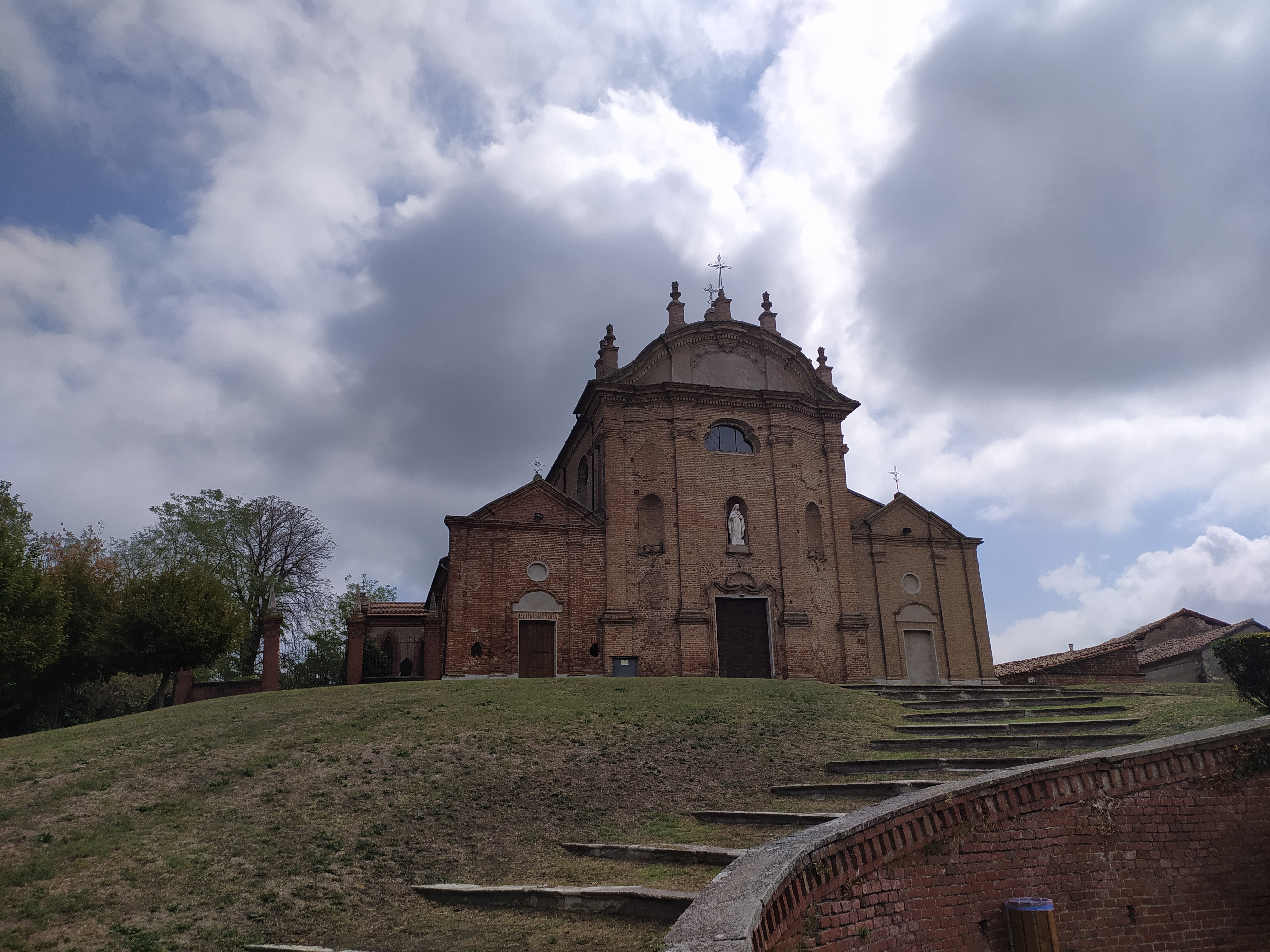
Chiesa di San Lorenzo
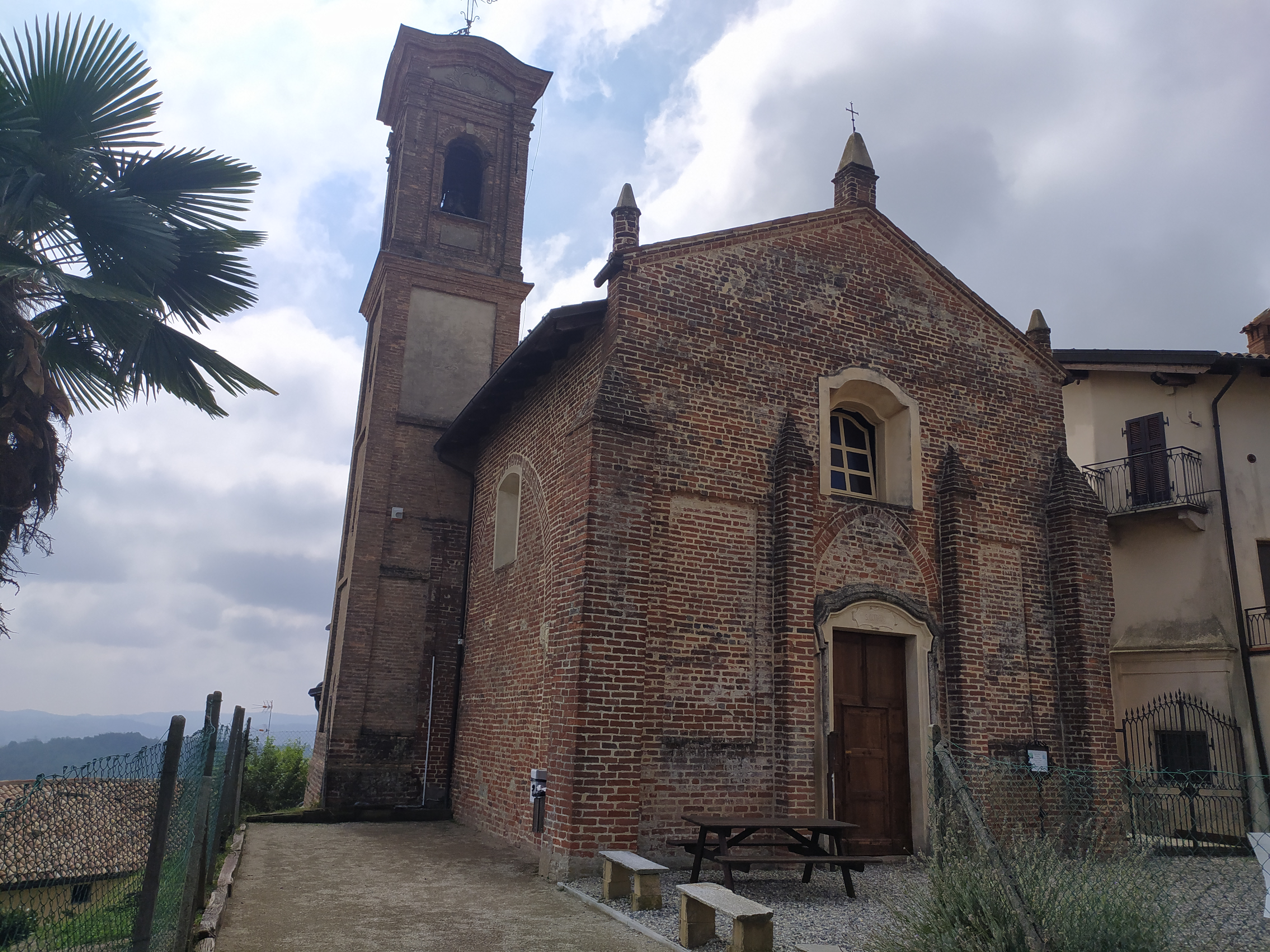
Veduta della chiesa San Gottardo
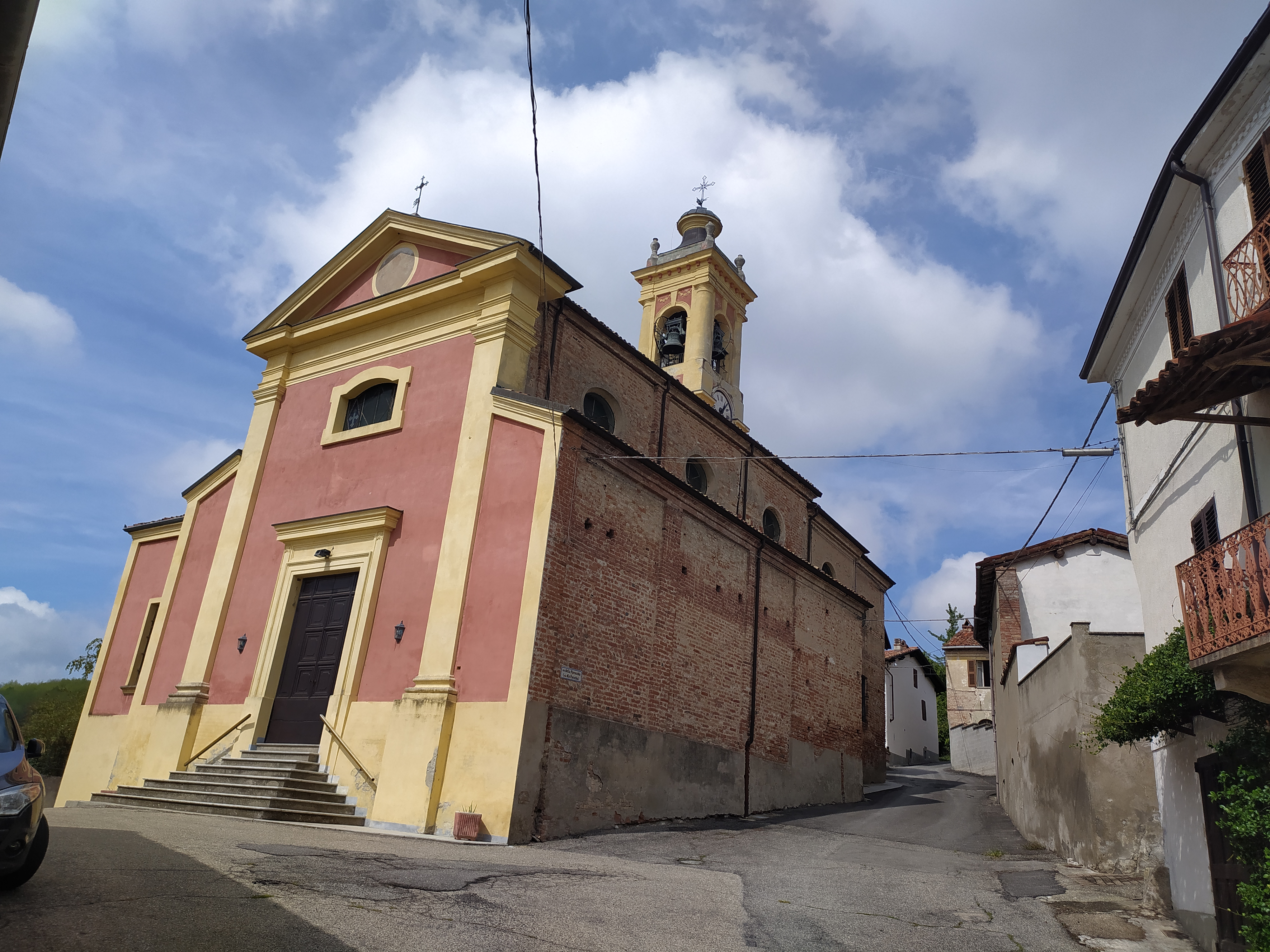
Chiesa nella frazione di Castel San Pietro

## Società

### Evoluzione demografica
Il paese ha subito un forte spopolamento, tanto che in cento anni la popolazione residente si è ridotta ad un quarto di quella presente nel 1921.
Abitanti censiti

## La frazione di Rocca delle Donne ed il suo monastero

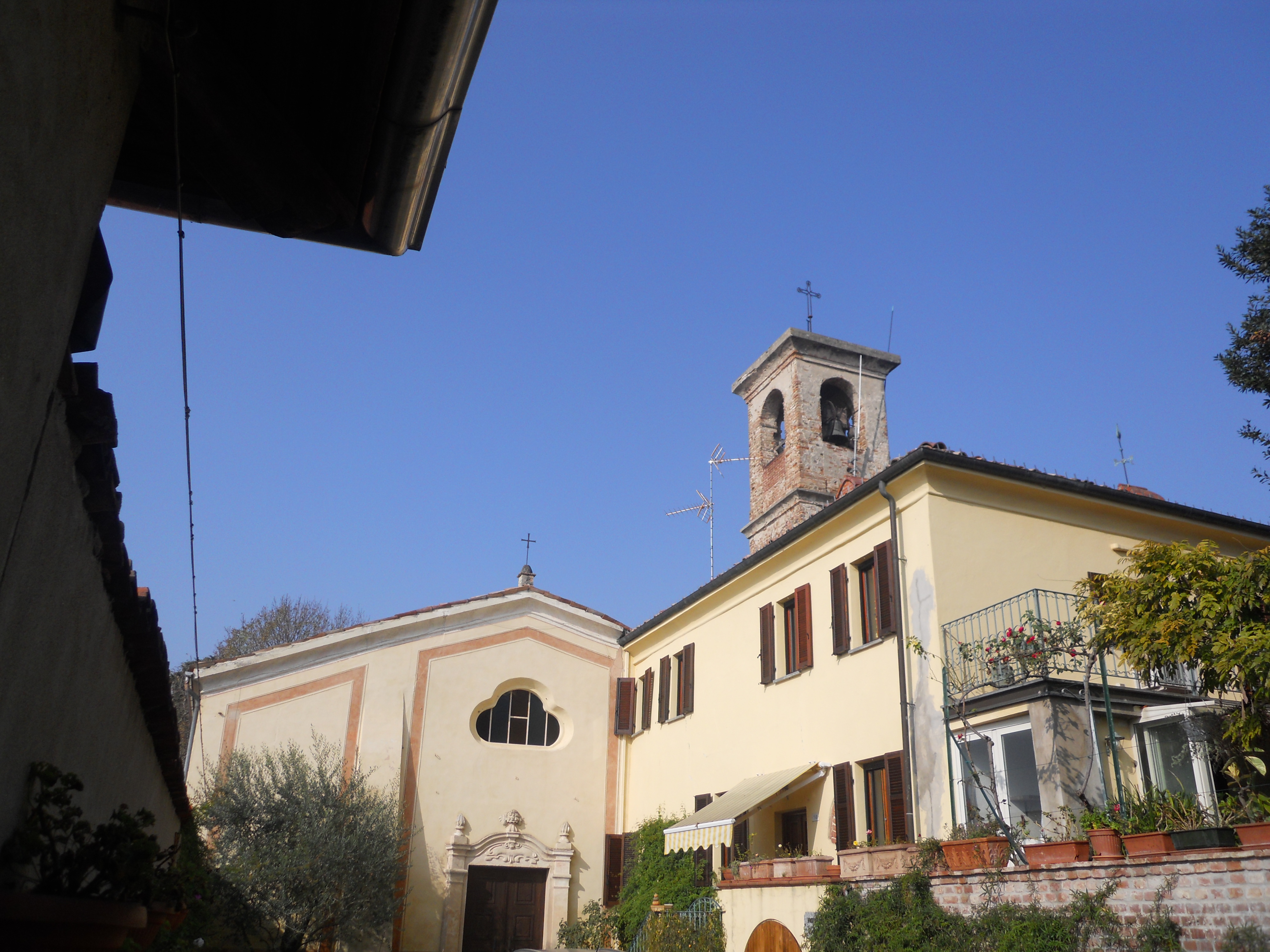
La chiesa di Santa Caterina, ex parrocchiale della Rocca, sorta sulle fondazioni della vecchia chiesa abbaziale, della quale conserva la navatella meridionale.

Il toponimo Rocca delle Donne è relativamente recente, in quanto il più antico documento conosciuto parla di Rocca Brusasca, il cui possesso è confermato nel 1026 dal diploma dell'imperatore Corrado il Salico all'abbazia di Breme. La lezione più recente vuole invece che Rocca e Brusasca siano due località separate. Del resto per tutto il medioevo il monastero sarà sempre definito come "della Rocca".
 L'attuale denominazione di Rocca delle Donne, che ha sostituito quella precedente, sarebbe legata alla presenza delle monache, appellate come "Domine", da cui il nome Rocca Domnarum.
 L'importanza del piccolo monastero, sorto su un promontorio a picco sull'ansa del fiume Po, è confermata nel settembre del 1155 da un atto stipulato tra il vescovo di Vercelli e il Marchese del Monferrato nel claustro di Santa Maria della Roccha.
 Il primo documento che attesta l'esistenza del monastero porta la data del 20 febbraio 1167, quando la proprietà era dei Benedettini di La Chaise-Dieu, in Alvernia, e riguarda una donazione di beni da parte del Marchese Guglielmo di Monferrato.
 Tale generosità è giustificata dalla presenza nel convento della sorella Adalasia e della nipote Agnese, che portarono la comunità monastica ad una ricchezza non comune per l'epoca.
 Luogo di convegni e di trattative diplomatiche, il monastero vide il continuo passaggio di truppe lungo il Po e le devastazioni che insanguinarono le terre del Monferrato durante il passaggio del marchesato di Monferrato dagli Aleramici ai Paleologi.
 Nel 1492 però il papa Alessandro VI firmava la bolla di soppressione del Monastero, con l'accusa non storicamente provata di cattiva condotta morale delle monache, unendo tutti i beni, i diritti e i privilegi a quello casalese delle Clarisse. Dopo varie vicissitudini il convento divenne tenuta agricola di proprietà della Curia di Casale, ma non poté sottrarsi alla confisca dei beni ecclesiastici voluta da Napoleone Bonaparte che volle donare l'intera proprietà al medico Giovanni Poitier, con l'obbligo di piantare un cipresso per ogni figlio nato o nascituro dell'imperatore.

Negli ultimi decenni del secolo XIX la proprietà, trasformata in civile abitazione, passa alla famiglia casalese Norzi, di origini ebraiche, che la riconverte ad una florida azienda vitivinicola, con molti braccianti del circondario qui impiegati.

Nel 1944 l'intera famiglia Norzi viene deportata a Dachau, da cui non farà più ritorno.

Oggi la struttura dell'ex-Monastero appare come una azienda agricola, con ampia corte interna, grandi cantine e resti evidenti delle strutture difensive affacciate a balcone sul fiume Po.

## Cultura

### Eventi
Ogni anno a maggio il comune di Camino partecipa alla manifestazione "Riso e Rose", con l'esposizione di mosaici d'artista realizzati esclusivamente con chicchi di riso. La mostra, denominata "Risalto", si svolge nel secolare parco del castello.
A Camino è ambientato il romanzo di Alberto Guasco "La stilografica di piazza del Cavallo" (2012)

## Amministrazione
Di seguito è presentata una tabella relativa alle amministrazioni che si sono succedute in questo comune.
| Periodo        | Periodo        | Primo cittadino | Partito                         | Carica  | Note   |
| -------------- | -------------- | --------------- | ------------------------------- | ------- | ------ |
| 4 giugno 1985  | 25 maggio 1990 | Lino Denti      | Democrazia Cristiana            | Sindaco | [ 11 ] |
| 25 maggio 1990 | 24 aprile 1995 | Lino Denti      | Democrazia Cristiana            | Sindaco | [ 11 ] |
| 24 aprile 1995 | 14 giugno 1999 | Franco Ricci    | centro                          | Sindaco | [ 11 ] |
| 14 giugno 1999 | 14 giugno 2004 | Sergio Guttero  | lista civica                    | Sindaco | [ 11 ] |
| 14 giugno 2004 | 8 giugno 2009  | Sergio Guttero  | lista civica                    | Sindaco | [ 11 ] |
| 8 giugno 2009  | 26 maggio 2014 | Giorgio Rondano | lista civica Uniti per Camino   | Sindaco | [ 11 ] |
| 26 maggio 2014 | 27 maggio 2019 | Giorgio Rondano | lista civica Uniti per Camino   | Sindaco | [ 11 ] |
| 27 maggio 2019 | 10 giugno 2024 | Giorgio Rondano | lista civica Uniti per Camino   | Sindaco | [ 11 ] |
| 10 giugno 2024 | in carica      | Sergio Guttero  | lista civica Insieme per Camino | Sindaco | [ 11 ] |

## Galleria d'immagini

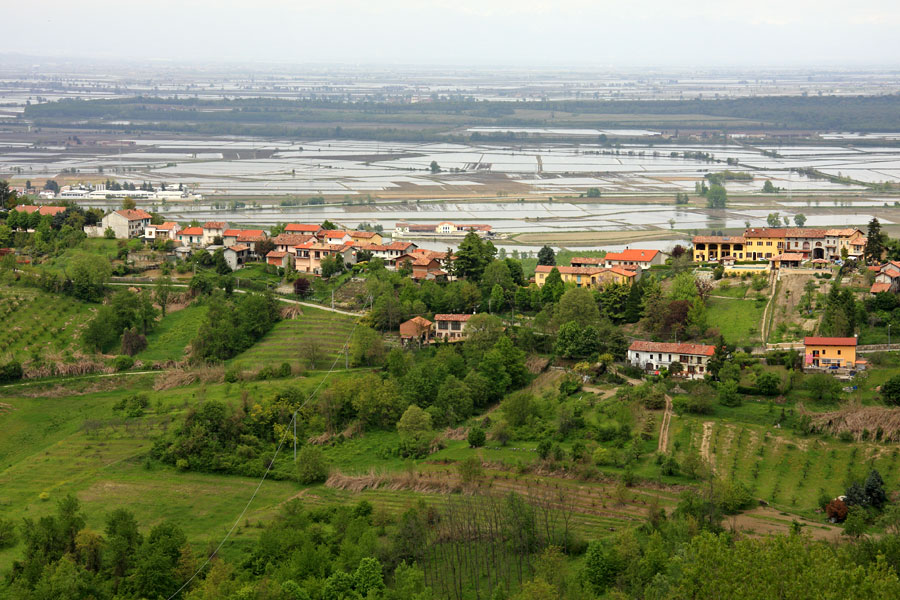
La frazione Rocca delle Donne
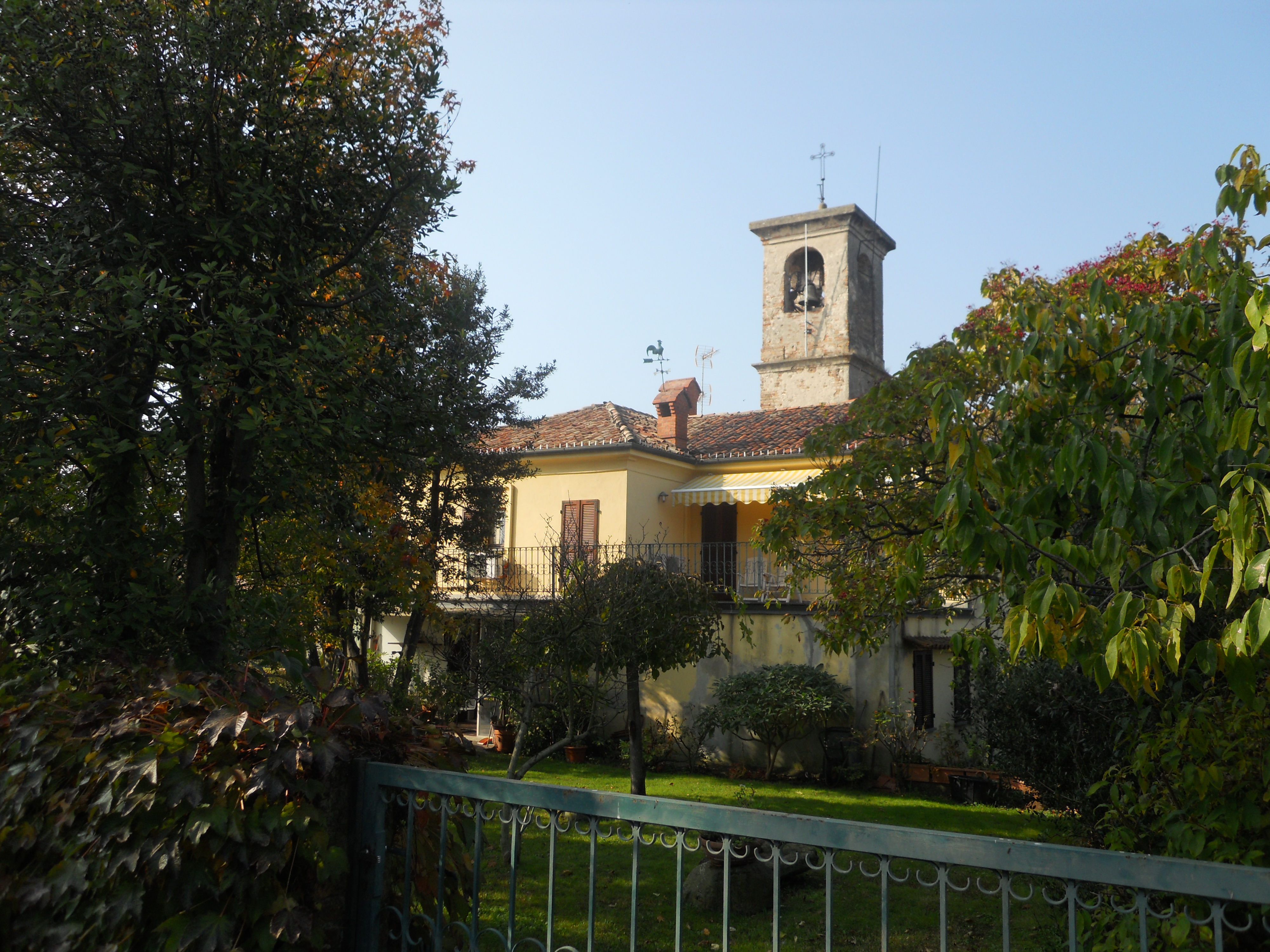
La ex casa parrocchiale di Rocca delle Donne
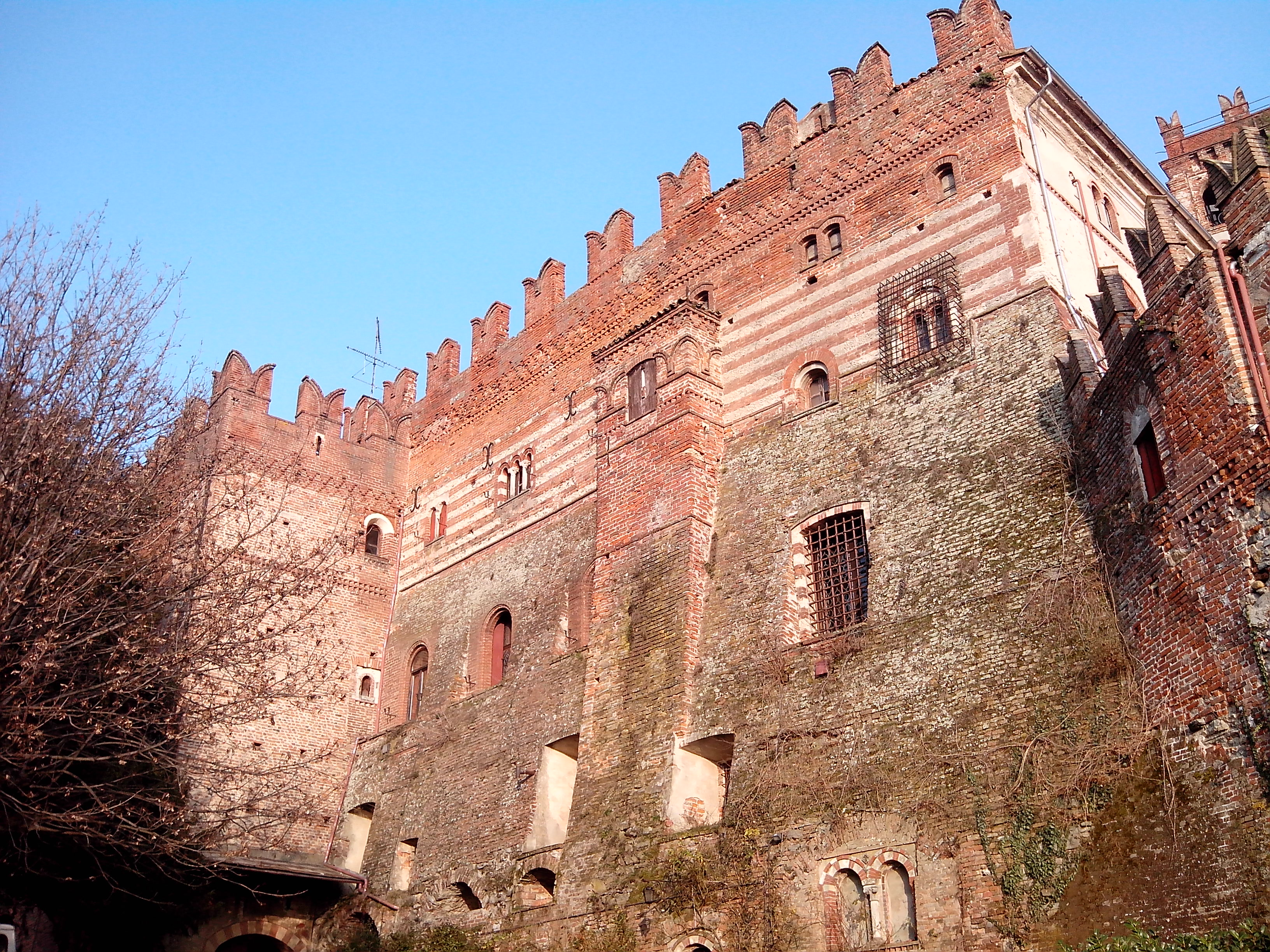
Facciata del castello di Camino
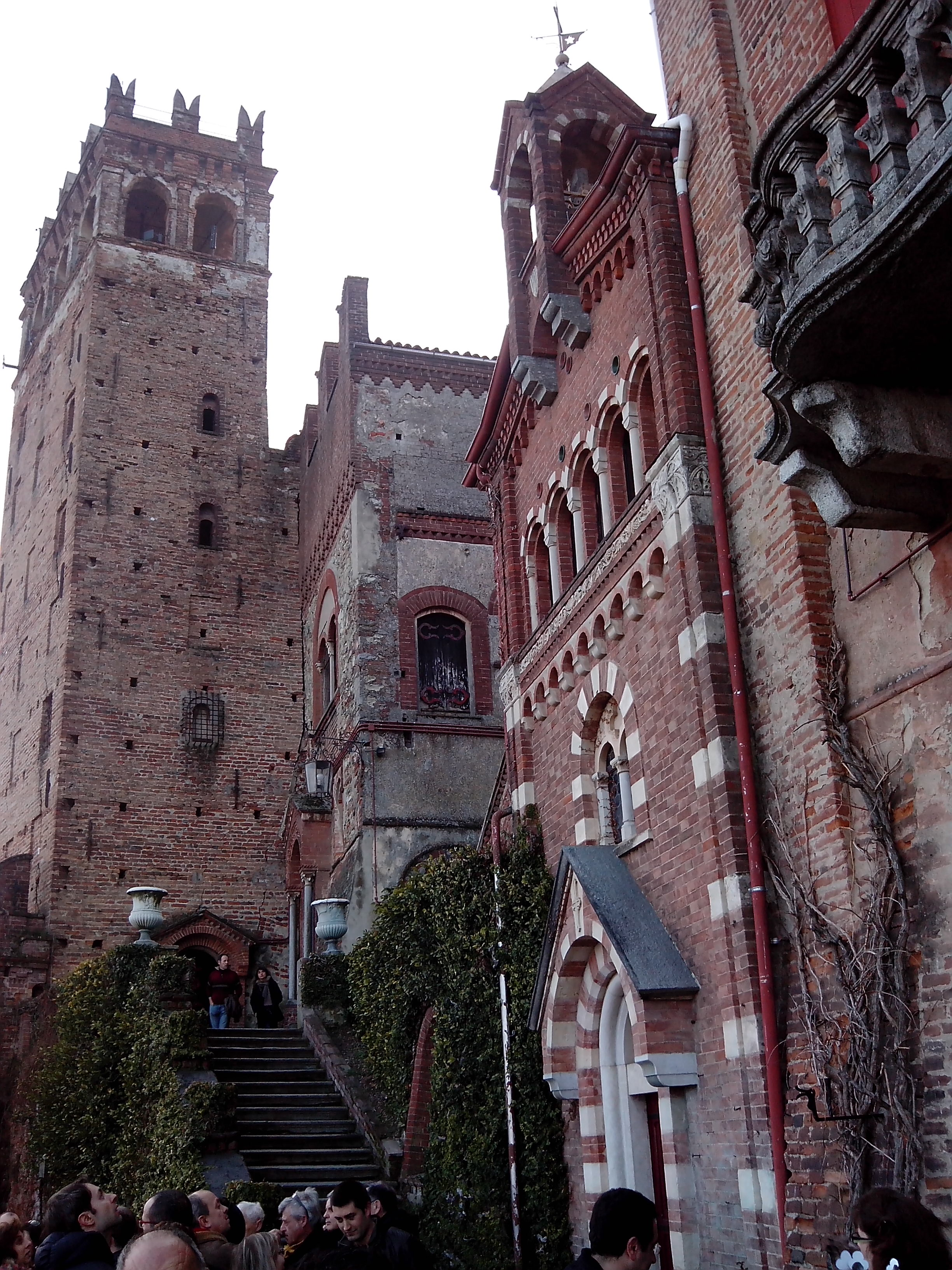
Torre del castello di Camino
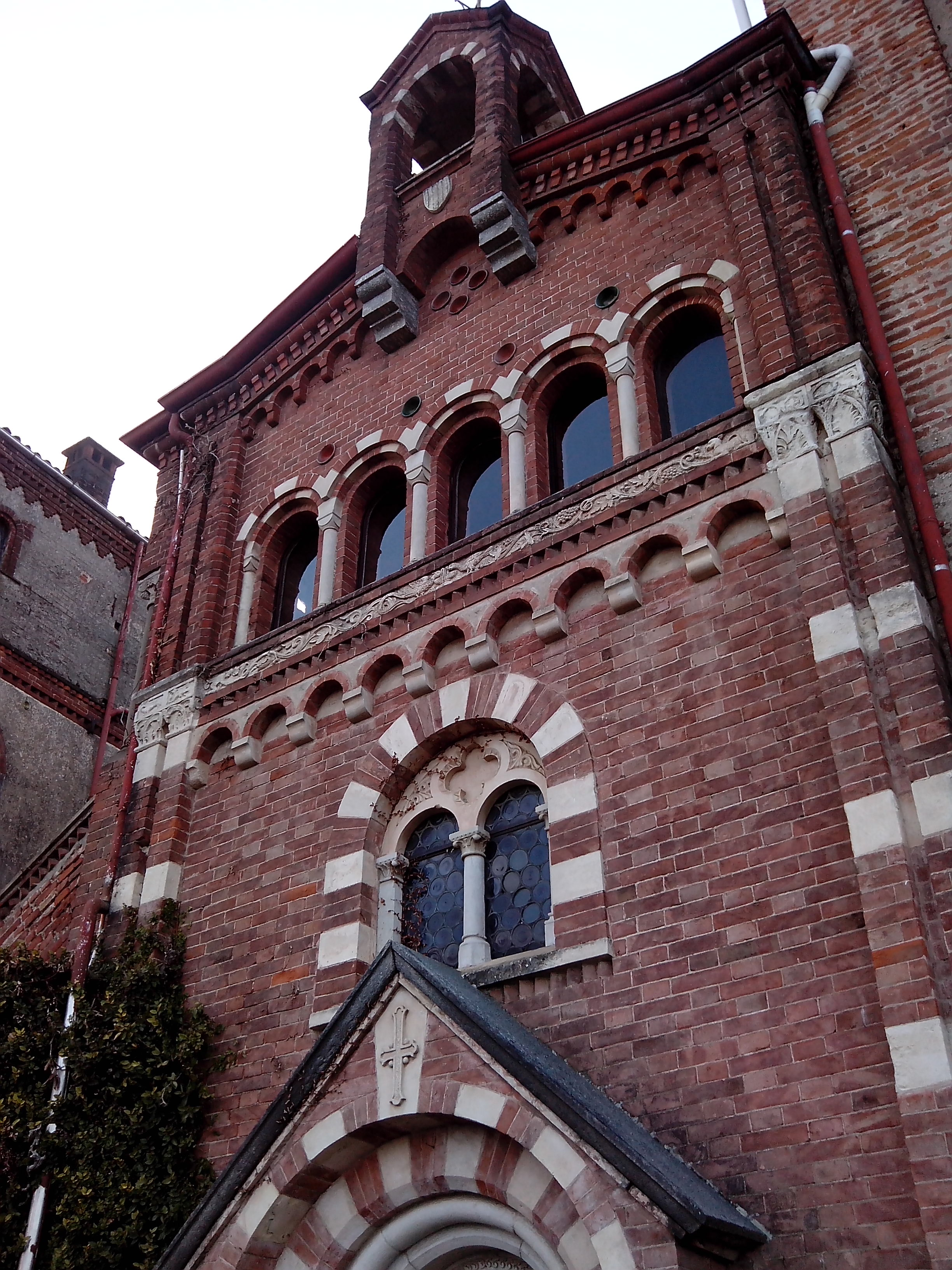
Particolare dell'interno del castello di Camino
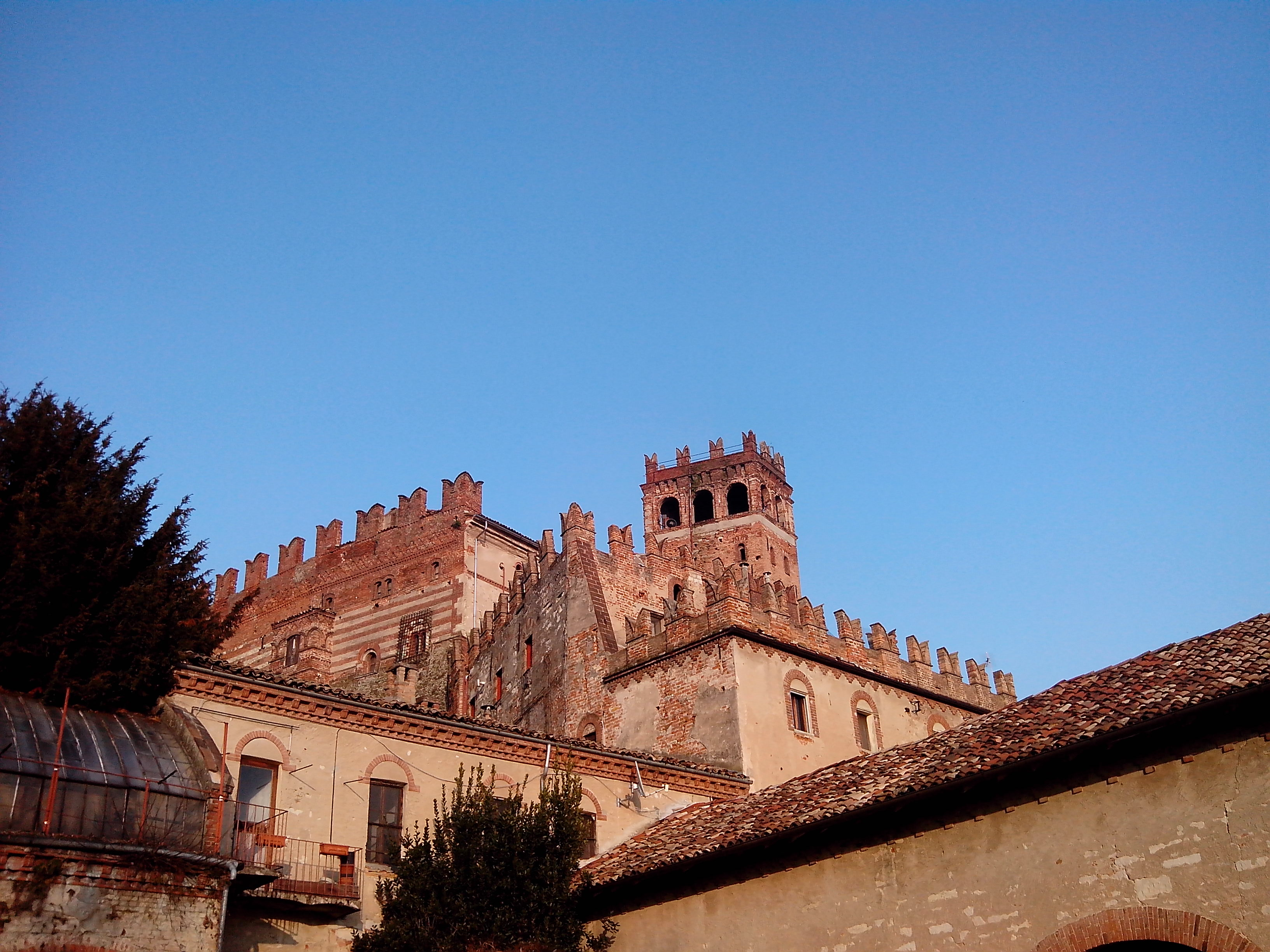
Altra visuale del castello di Camino
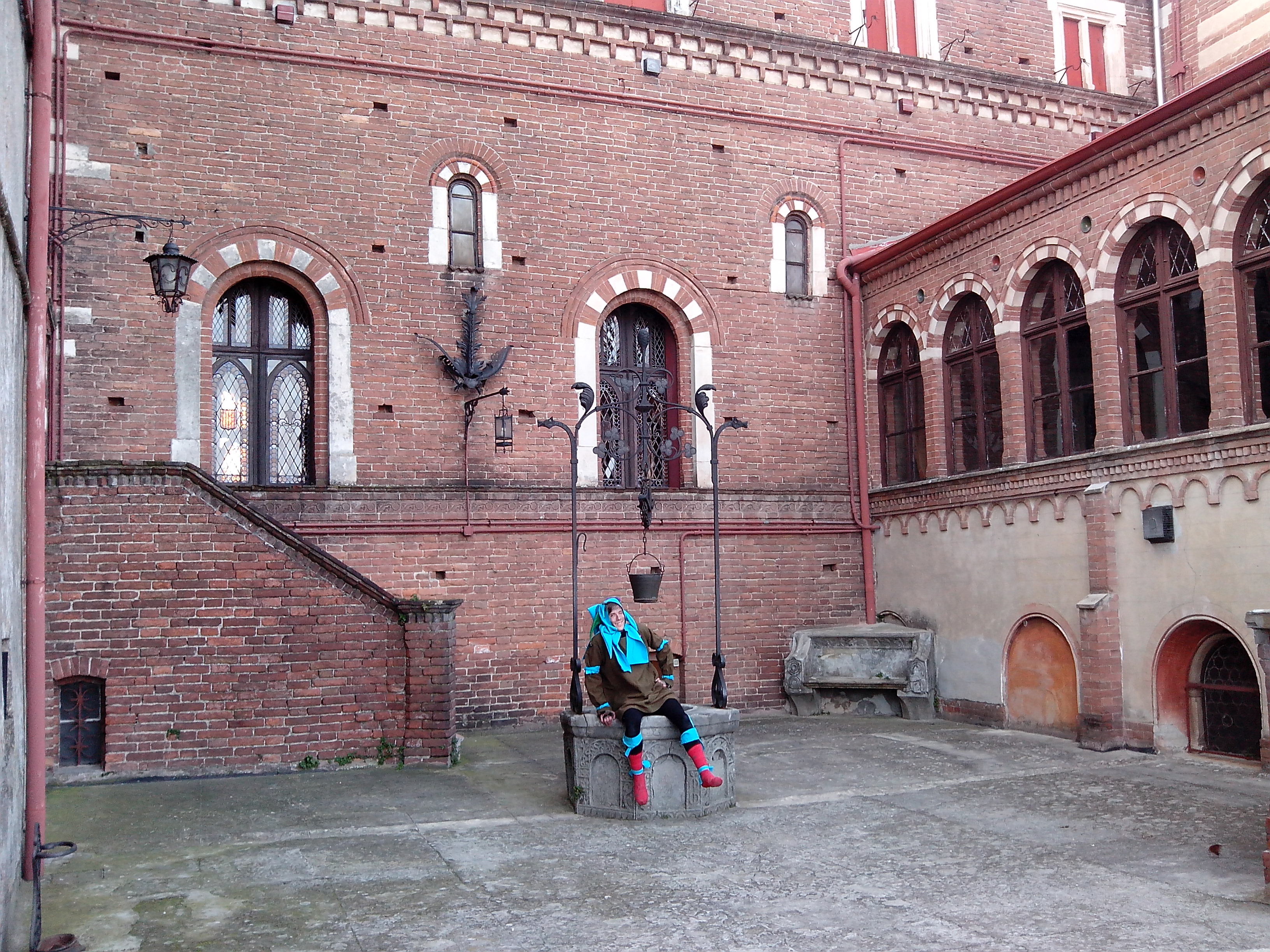
Un giullare nel cortile del castello
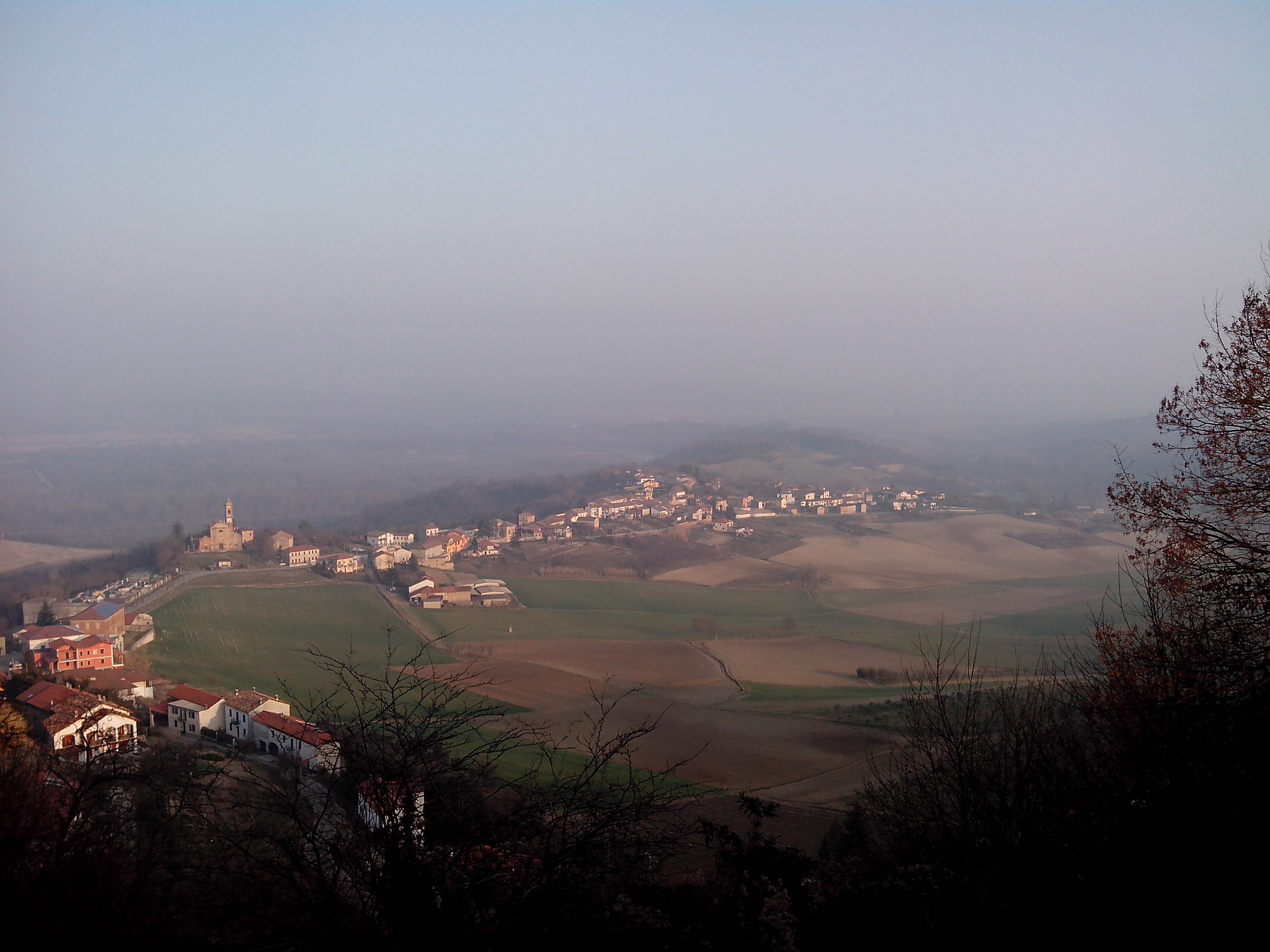
Vista aerea su Camino dal castello